# فرودگاه آبی لک گاگنن
فرودگاه آبی لک گاگنن (به انگلیسی: Lac Gagnon Water Aerodrome) یک فرودگاه همگانی است . این فرودگاه در کشور کانادا قرار دارد و در ارتفاع ۲۱۹ متری از سطح دریا واقع شده است.